# Rankin Hickman
Rankin Hickman (* 8. Januar 1975 in Jackson, Mississippi) ist ein US-amerikanischer Filmregisseur, Drehbuchautor und Filmproduzent, der durch Kinofilme wie Dark Meridian oder Beautiful Disaster international bekannt wurde.

## Leben und Karriere
Der 1975 in Jackson im Bundesstaat Mississippi geborene Rankin Hickman begann seine Laufbahn 2009 als Produktionsleiter und Supervisor mit zahlreichen Produktionen, darunter internationale Kinofilme wie Parker, 2 Guns oder der Science-Fiction-Actionserie Into the Badlands. Seit dem Kurzfilm Eye of the Beholder aus dem Jahr 2011 ist er auch als Produzent aktiv.
Im Jahre 2017 realisierte Hickman dann mit Dark Meridian seinen ersten eigenen Spielfilm, ein Kriminaldrama mit Billy Slaughter, Dave Davis, James Moses Black und Alexander Babara in den Hauptrollen, der auf verschiedenen Film-Festivals, wie dem Action on Film International Film Festival oder dem Madrid International Film Festival, Auszeichnungen und wohlwollende Kritiken bekommen hatte. 2023 produzierte er den Liebesfilm Beautiful Disaster mit Virginia Gardner und Dylan Sprouse in den Hauptrollen. Regie führte Roger Kumble. Der Film basiert auf dem gleichnamigen Roman von Jamie McGuire.
Rankin Hickman ist mit der Produktionsdesignerin Christina E. Kim verheiratet und Vater von zwei Kindern.

## Auszeichnungen (Auswahl)
- 2017: Ehrung beim Action on Film International Film Festival in der Kategorie Action Film of the Year für den Spielfilm Dark Meridian.
- 2017: Ehrung mit dem Festival Award beim Madrid International Film Festival in der Kategorie Talented New Filmmaker für den Spielfilm Dark Meridian.

## Filmografie (Auswahl)
als Filmproduzent
- 2011: Eye of the Beholder (Videokurzfilm)
- 2017: October London: Color Blind - Love (Kurzfilm)
- 2017: Dark Meridian (auch Regie und Drehbuch)
- 2017: Cut Off
- 2017: Camera Store
- 2021: The Ravine
- 2023: Beautiful Disaster